# Садвакасов, Дармен Канатович
Дарме́н Кана́тович Садвака́сов ( род. 28 апреля 1979, Целиноград) — казахстанский шахматист, гроссмейстер (1999).

## Биография
Дармен Садвакасов окончил Евразийский государственный университет им. Л. Н. Гумилёва по специальности «Переводческое дело».
В 2009 году окончил магистратуру государственного управления в университете Карнеги Меллон (США). В 2015 году получил степень PhD (управление инвестициями). Проходил стажировки и курсы повышения квалификации в Кембриджском университете, институте управления Голландии, университете Боккони, университете Калифорнии и др.
С 2009 по 2012 год работал в Администрации Президента РК консультантом и заведующим сектора. С 2012 по 2013 год работал заведующим Отдела планирования и внешних связей Агентства РК по делам государственной службы. С 2013 по 2016 год возглавлял Департамент аналитики и прогнозирования и Департамент стратегии и сводно-координационной работы АО «НК «Казмунайгаз». С 2016 по 2018 год старший партнер консалтинговой компании Центр стратегических инициатив. С 2018 года учредитель, управляющий партнер Dasco Consulting Group.
Вице-президент федерации шахмат РК, член Совета по молодёжной политике при Президенте РК, член Совета Ассоциации стипендиатов международной президентской стипендии «Болашак», член Общественного совета Министерства национальной экономики РК, член Центра анализа мониторинга социально-экономических реформ при Президенте Республики Казахстан.

## Достижения
- Чемпион мира среди юниоров до 20 лет, за что ему было присвоено звание «международный гроссмейстер».
- Чемпион Азии среди юниоров до 20 лет (1995 год).
- Победитель международных турниров в США, Индонезии, Югославии, Испании, Латвии, Дании, Украине и др.
- Пятикратный чемпион Казахстана по шахматам среди мужчин (2001, 2003, 2004, 2006, 2007).
- В 2003 году одержал победу в матче над В. Корчным со счетом 5-3.
- В 2004 году одержал победу в матче над экс-чемпионом мира Анатолием Карповым со счетом 4,5-3,5.
- Награждён орденами «Курмет» (11 декабря 1998 года)[2] и «Парасат» (2012), государственной молодёжной премией «Дарын», 4 медалями.
- Почётный знак «За заслуги в развитии физической культуры, спорта и туризма» (16 апреля 2015 года, Межпарламентская ассамблея СНГ) — за значительный вклад в развитие физической культуры, спорта и туризма в государствах — участниках Содружества Независимых Государств, реализацию идей сотрудничества в сфере физической культуры, спорта и туризма[3].